# Téged akarlak!
A Téged akarlak! (eredeti cím: Tengo ganas de ti, angol cím: I Want You) 2012-es spanyol filmdráma Fernando González Molina rendezésében. A főszerepben Mario Casas látható. A film Federico Moccia ugyanilyen című regényén alapul. Gyártói a Zeta Cinema, Antena 3 Films, Crab Films és a Globomedia film, forgalmazója pedig a Warner Bros. Spain. 
A filmet Barcelonában forgatták 2011. október 28. és 2011. december 30. között. A Téged akarlak! A felhők fölött 3 méterrel című film folytatása.

## Cselekmény
Hugo Olivera "HO" Castro két év után visszatér Londonból Barcelonába. Végre maga mögött akarja hagyni legjobb barátja, Csirke halálát és Babi iránti szerelmét. Megismerkedik Katinával, Csirke akkori barátnőjével, és ők ketten találkoznak a régi bandával. Találkozik egykori ellenségével, Chinóval is. Egy Gin nevű nő megfigyeli őket, majd nyomon követi HO-t. Egy szerencsétlenség révén lassan közelebb kerülnek egymáshoz, és HO újra szerelmes lesz, először Babi óta. HO és Gin rájönnek, hogy mindketten jártak már a londoni Notting Hill-i karneválon. HO azonban csak jóval később jött rá, függetlenül attól, hogy Gin már akkor lefotózta őt a karneválon.
Egy este Gin, HO és Katina egy klubban buliznak. Katina találkozik Babival, és beszélgetnek. De ez nem olyan, mint korábban, mert amikor Katinának a legnagyobb szüksége volt az akkori legjobb barátnőjére, akkor ő nem volt ott. Babi családjában sincs minden rendben. Édesanyja, Rafaela úgy véli, Claudiónak viszonya van. Ráadásul húga, Daniela azt hiszi, hogy Babi volt barátjával, Chicóval szexel, de később kiderül, hogy egy idegentől terhes. Babi tesz néhány kísérletet arra, hogy újra barátkozzon Katinával, de a két lány már túlságosan eltávolodott egymástól.
Gin HO-nak köszönhetően részt vesz egy tévéműsorban. A kapcsolatuk akkor kezd megromlani, amikor HO nem akarja elmondani Ginnek az igazságot Babiról. Gin megjelenésének napján HO-t hirtelen Katina felhívja. Otthagyja Gint, és a Katina által küldött címre megy. Ott azonban nem Katinával, hanem Babival találkozik. Ők ketten beszélgetnek, és régi érzések kerülnek felszínre. Babi haza akarja vinni HO-t, de megáll a strandon, ahol HO-val olyan boldog pillanatokat éltek át. Hagyják, hogy a régi érzéseik vezéreljék őket, és szexelnek. Amikor mindketten visszaülnek az autóba és folytatják útjukat, Babi bocsánatot kér a történtekért. Bevallja neki, hogy szerette volna megtudni, hogy még érez-e iránta, ugyanakkor nemrég eljegyezték, és hamarosan férjhez megy. HO arra kéri, hogy engedjék ki őt a tévéműsorból, amely már régen véget ért, és elbúcsúzik tőle. Közben Gin keresi HO-ban a tévés megjelenését, de nem találja. A keresés során bajba kerül, és majdnem megerőszakolja az egyik tévés producer, de megjelenik HO, és megveri a férfit. Gin megkérdezi tőle, hol járt. Mivel azonban a férfi jelentőségteljesen megválaszolatlanul hagyja a kérdést, a nő sértődötten távozik.
A következő pillanatban Katina is csatlakozik hozzájuk, de nem tudja megakadályozni, hogy HO még egy illegális motorversenyt megüljön. HO mindennek ellenére részt vesz a versenyen, és így akarja visszaszerezni elhunyt barátja, Csirke (Katina akkori barátja) motorját, aki néhány évvel ezelőtt egy versenyen vesztette életét. Azonban nincs szíve befejezni a versenyt, így a cél előtt megáll, de elcseréli Csirke motorját a sajátjára.
Hetek telnek el. HO rájött, hogy el kell engednie Babit, mert nincs közös jövőjük. Elmegy Gin előadására, és ráébred, hogy szereti. A férfi a nő keresésére szerepel, ők ketten pedig egymásra találnak, és újrakezdik kapcsolatukat.

## Szereplők
| Szerep                   | Színész           | Magyar hang        |
| ------------------------ | ----------------- | ------------------ |
| Hugo Olivera „HO“ Castro | Mario Casas       | Czető Roland       |
| Ginger „Gin“             | Clara Lago        | Bogdányi Titanilla |
| Babi Alcázar             | María Valverde    | Földes Eszter      |
| Katina                   | Marina Salas      | Mezei Kitty        |
| Csirke                   | Álvaro Cervantes  | N/A                |
| Alex                     | Diego Martín      | N/A                |
| Serpiente                | Antonio Velázquez | N/A                |
| Daniela Alcázar          | Nerea Camacho     | N/A                |
| Rafaela                  | Cristina Plazas   | N/A                |
| Claudio                  | Jordi Bosch       | N/A                |
| Chino                    | Luis Fernández    | N/A                |

## Bevétel
2012. június 22-én mutatták be a filmet a mozikban.
A nyitónapon 1 628 000 € bevételt hozott, ami az aznapi bevétel 72%-a, és az év eddigi legnagyobb premierje lett. Első hétvégéjén 3 197446 euróval és 487 515 nézővel rendelkezett, így a spanyol jegypénztárak élén állt. 
A negyedik héten legyőzte A felhők fölött 3 méterrel című filmet. A nyolcadik és egyben utolsó héten pedig összesen 12 100 892 eurót gyűjtött, és 1 939 145 néző látta.
Globálisan a tizedik helyen állt a világ legtöbb bevételt hozó filmjei között 2012 első hétvégéjén, 3 813 618 dollárral. Oroszországban a második legnépszerűbb film volt, A csodálatos Pókember mögött.